# Francesca Lollobrigidová
Francesca Lollobrigidová (* 7. února 1991 Frascati) je italská rychlobruslařka a inline bruslařka.
Rychlobruslení se závodně věnuje od roku 2006, roku 2007 se poprvé představila na juniorském světovém šampionátu. Do seriálu Světového poháru nastoupila v roce 2008. Startovala na Zimních olympijských hrách 2014, kde se na trati 3000 m umístila na 23. místě. V téže sezóně 2013/2014 zvítězila v celkové klasifikaci Světového poháru v závodech s hromadným startem. Na Mistrovství Evropy 2018 vyhrála závod s hromadným startem. Zúčastnila se Zimních olympijských her 2018, kde v závodě na 3000 m skončila na 13. místě, na poloviční distanci se umístila na 10. příčce a v závodě s hromadným startem byla sedmá. V sezóně 2017/2018 zvítězila v celkové klasifikaci Světového poháru v závodech s hromadným startem. Z vícebojařského ME 2019 si přivezla bronzovou medaili. Na evropském šampionátu 2020 vybojovala stříbro v závodě s hromadným startem a bronz na trati 3000 m. Bronzové medaile v závodech na 1500 m a 3000 m získala na Mistrovství Evropy 2022. Na Zimních olympijských hrách 2022 vybojovala stříbro na trati 3000 m a bronzovou medaili v závodě s hromadným startem, dále byla čtvrtá na distanci 5000 m a šestá v závodě na 1500 m. V sezóně 2021/2022 vyhrála celkové hodnocení Světového poháru v závodech s hromadným startem.
V inline bruslení je mnohonásobnou medailistkou z evropských i světových šampionátů. Svoje první medaile získala v roce 2010.
Její pratetou, resp. tetou jejího otce byla herečka Gina Lollobrigida.